# Kościół Podwyższenia Krzyża Świętego w Miłakowie
Kościół Podwyższenia Krzyża Świętego – rzymskokatolicki kościół parafialny należący do dekanatu Orneta archidiecezji warmińskiej. Jeden z zabytków miasta.
Świątynia została zbudowana w latach 1860-1869 w stylu neogotyckim. Konsekrowana została w dniu 4 sierpnia 1869 roku przez biskupa warmińskiego Philippa Krementza. W 1873 roku na wieży zostały zawieszone trzy dzwony. W 1894 roku świątynia otrzymała ołtarze boczne. Podczas I wojny światowej został zniszczony dach. W 1922 roku dach został odbudowany i kościół otrzymał trzy nowe dzwony. W 1945 roku połowa dachu i wieża zostały uszkodzone. W 1946 roku rozpoczął się stopniowy remont świątyni.
Jest to budowla wzniesiona z czerwonej cegły, na planie wydłużonego prostokąta. Ujęta jest w cztery narożnikowe ośmiokątne wieżyczki. We wnętrzu znajdują się ołtarze w stylu neogotyckim i świeczniki z XIX wieku. W oknach są umieszczone witraże.
Od września 1947 roku kościołem opiekują się Franciszkanie. W dniu 30 października 1958 roku, administrator apostolski diecezji warmińskiej, biskup Tomasz Wilczyński, wyraził zgodę na erygowanie domu zakonnego przy kościele Podwyższenia Krzyża Świętego w Miłakowie. W dniu 3 maja 1971 roku została podpisana umowa między biskupem Józefem Drzazgą, a prowincjałem ojcem Florentynem Piwoszem o erygowaniu formalnego domu zakonnego i wieczystym powierzeniu Franciszkanom miłakowskiej parafii. W 1991 roku została utworzona Prowincja św. Franciszka z Asyżu i dom zakonny razem z parafią weszły w jej skład.